# Corydoras nanus
Corydoras nanus är en fiskart som beskrevs av Han Nijssen och Isbrücker, 1967. Corydoras nanus ingår i släktet Corydoras och familjen Callichthyidae. Inga underarter finns listade i Catalogue of Life.